# 攝影師

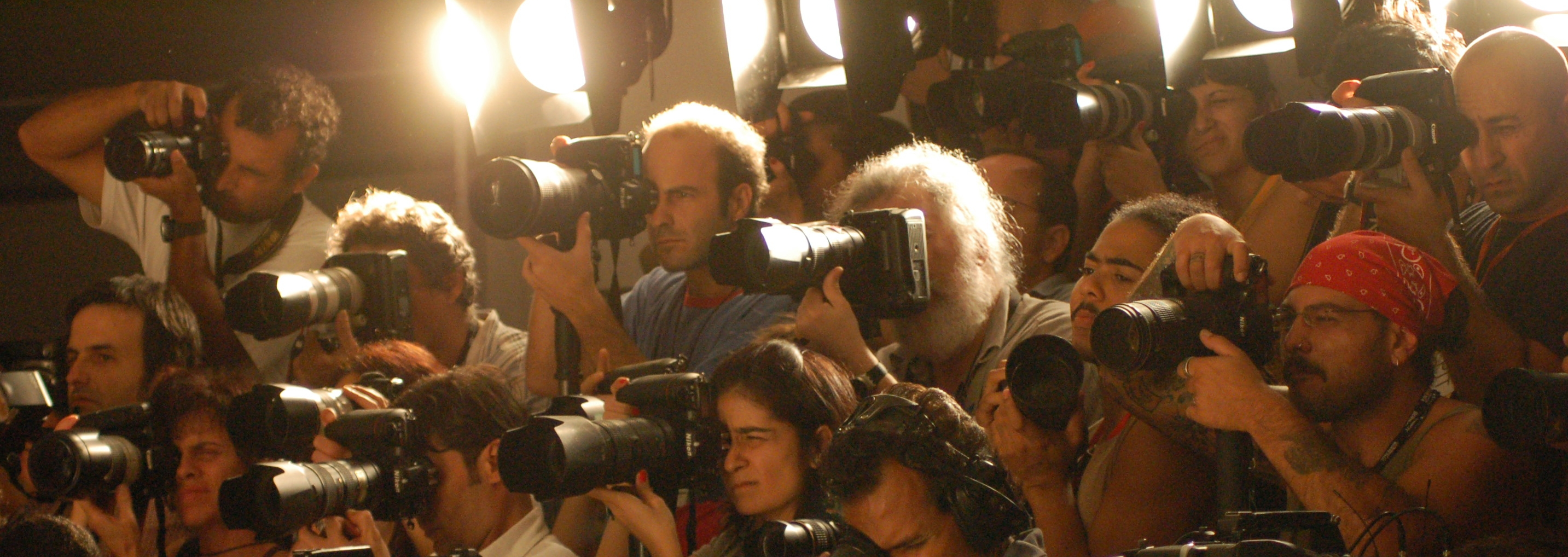
時裝秀上正在對著模特兒們拍攝的攝影師

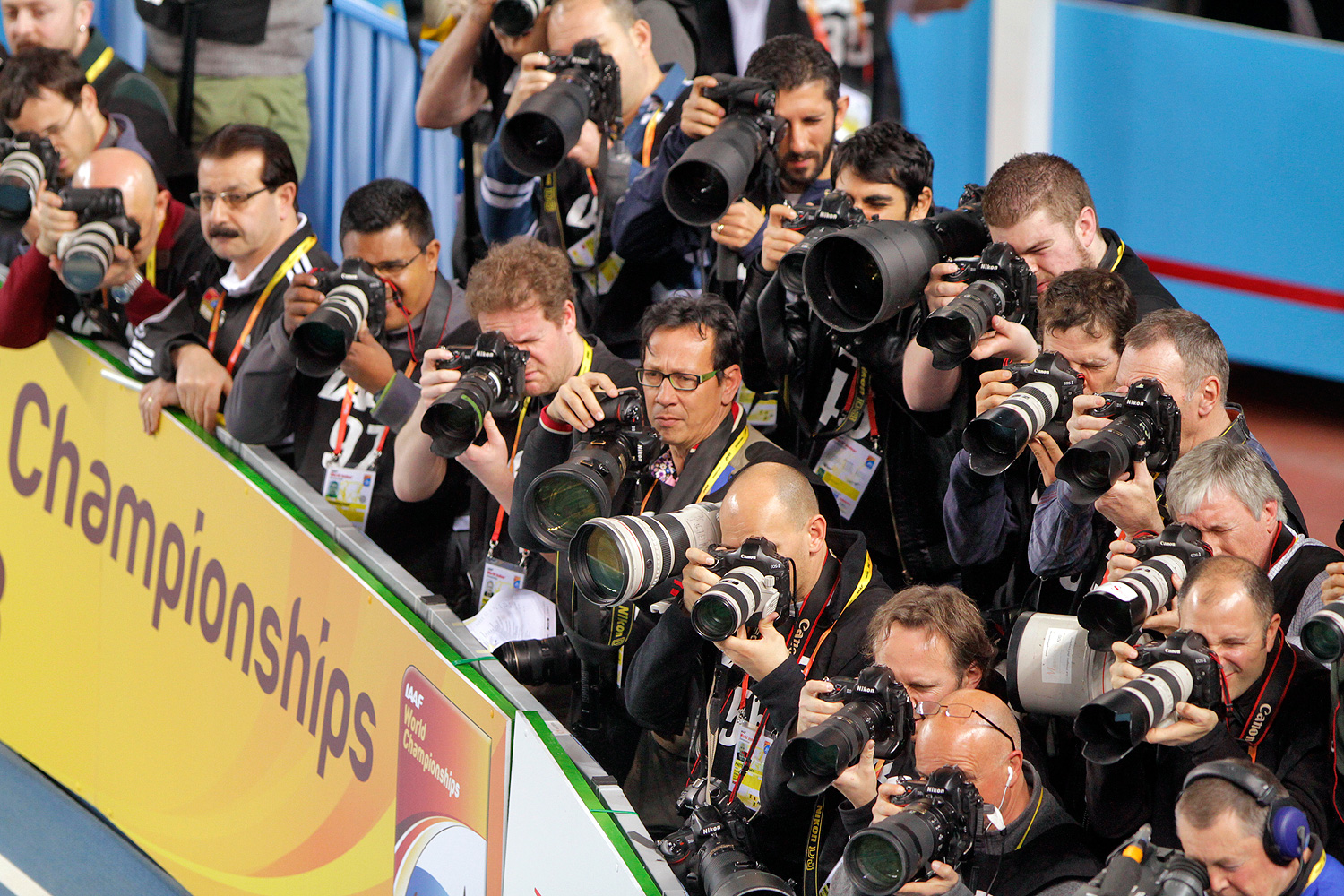
2012年世界室內田徑錦標賽賽場邊的攝影師

攝影師泛指所有從事相機攝影以及影像紀錄工作的人。以全職、兼職者牟取報酬有別於業餘玩家，純為興趣者則稱呼為攝影玩家。

## 類型
依拍攝機器的不同，一般可區分為平面攝影及影像攝影兩種攝影師。 （页面存档备份，存于）

## 平面攝影師
以相機為主要拍攝工具，包括報紙雜誌新聞記者、廣告、自然生態、建築、婚紗攝影師等。而專業攝影師在影樓或戶外工作，部份工作亦可由業餘攝影師擔任。攝影技術經驗及跟攝影對象相互之間的溝通是攝影師行業最大的成本，攝影器材對攝影師來說亦十分重要。

### 賣照片
賣照片常衍生種種法律問題，例如被照者的肖像權，或被照物品的著作權的問題。通常雙方需簽定合約以避免日後產生的法律糾紛。

## 影片攝影師
影片攝影師以攝影機為主要拍攝工具，包括電影、電視劇、電視節目、電視廣告影片攝影師等。通常是專業攝影師，依拍攝內容的需求，在攝影棚、各種室內外場所工作。電影片場常見的攝影指導，需對影片拍攝進一步規劃攝影方式。